# Røstlandet
Røstlandet, auch Heimlandet genannt, ist eine Insel am äußeren Ende der Lofoten im Norden der norwegischen Provinz (Fylke) Nordland. Sie ist die größte Insel im Røstøyan-Archipel und von zahllosen, überwiegend unbewohnten kleineren Inseln umgeben. Auf Røstlandet befindet sich auch das Verwaltungszentrum der Kommune Røst. Die Insel ist etwa 3,6 km² groß und verfügt mit nur 11 moh. über eine recht flache Topographie. Mit rund 80 % lebt die Mehrzahl der Røstværinger genannten Einwohner der Gemeinde Røst auf Røstlandet.
Røstlandet war nachgewiesen seit dem Mittelalter besiedelt, möglicherweise auch schon sehr viel früher. Auf den umliegenden Inseln wurden Siedlungsreste und Grabhügel aus der Zeit um 850 gefunden. In alten Kirchendokumenten findet die Kirche von Røst erstmals 1432 Erwähnung. Seither wurde der Standort der Kirche auf Røstlandet mehrfach geändert. Eine alte Steinkirche aus dem Jahr 1839 steht noch als Ruine im Norden der Insel. Die derzeitige Kirche ist eine um 1900 erbaute Holzkirche im Zentrum der heutigen Siedlung.

## Landschaft
Die Landschaft auf Røstlandet ist von vielen kleinen Seen und Tümpeln mit Flachwasser sowie sumpfigen Arealen geprägt und bietet damit sehr gute Bedingungen für Watvögel. Im Westen der Insel liegt mit dem Røstlandet naturreservat ein 9,2 ha großes Naturschutzgebiet, wovon 2,5 ha auf der Landfläche von Røstlandet liegt und dessen Rest sich in das davorliegende Meer erstreckt. Im Seegebiet direkt südwestlich von Røstlandet liegt das knapp 700 ha große Røstøyan Landskapsvernområde, ein Landschaftsschutzgebiet, welches sich bis ans äußerste Ende der Lofoten-Inselkette zur Insel Skomvær ausdehnt. Innerhalb dieses Schutzgebietes liegen auch die Inseln Vedøya, Storfjellet, Ellevsnyken, Trenyken und Hernyken, welche als Vogelinseln zu den wichtigsten Brutgebieten Nordnorwegens für pelagisch lebende Seevögel wie etwa den Papageitauchern zählen.

## Wirtschaft und Einwohner

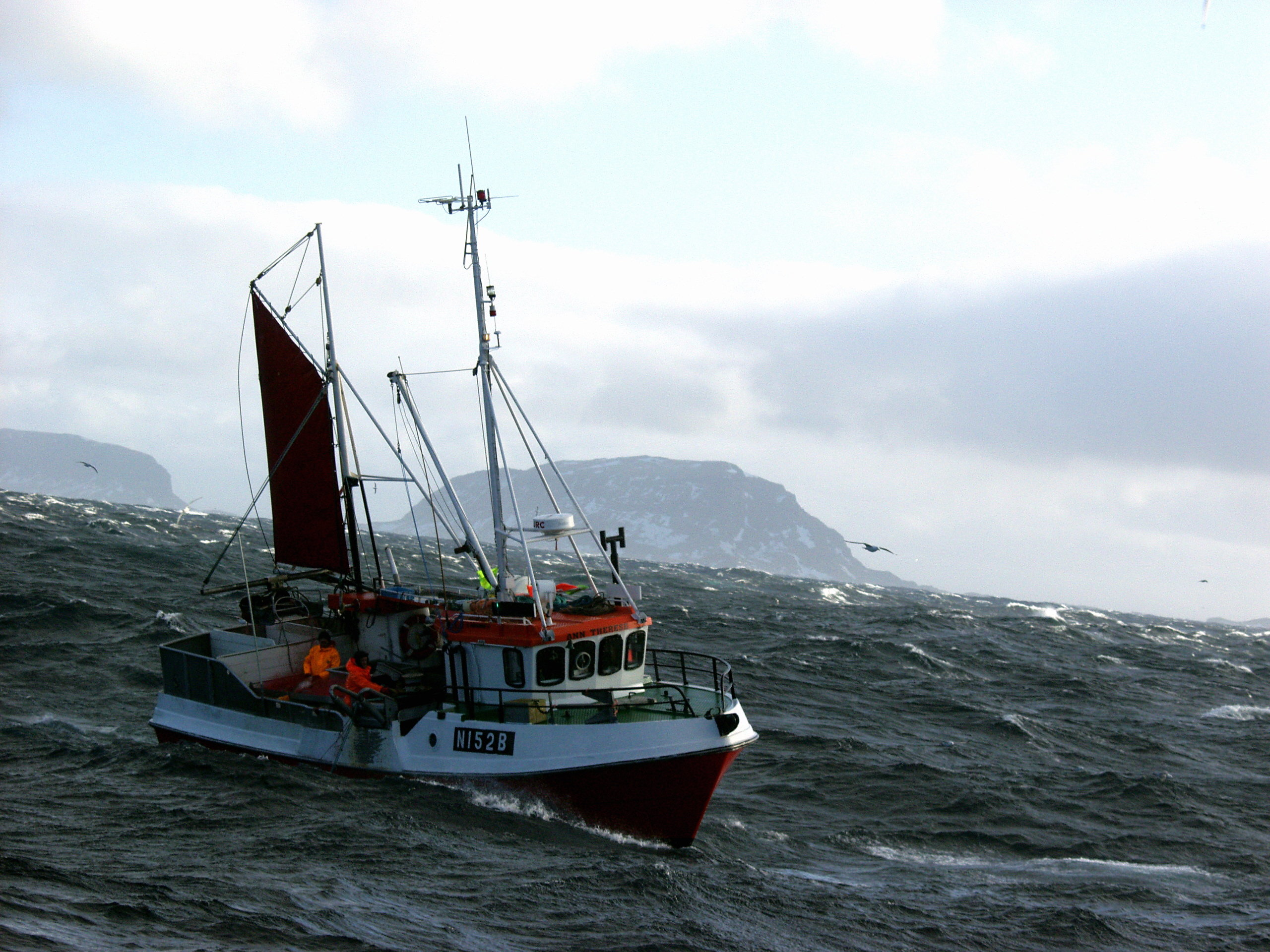
Fischerboot im Meer vor Røstlandet

Das Leben auf Røstlandet war von jeher vom Fischfang geprägt, der die Haupteinkommensquelle der Bewohner darstellt. Mit 856 Menschen hatte die gesamte Gemeinde Røst im Jahr 1967 die höchste Einwohnerzahl, die seither stetig zurückgeht. Im Jahr 2021 waren es noch 475 Einwohner, wovon 339 auf Røstlandet lebten. Neben den in Røstlandet ansässigen Fischern kommen zur Hauptfangsaison im Februar – März auch Fischer von den umliegenden Küsten auf die Insel um hier Kabeljau zu fischen, welcher ab Januar von der Barentssee in den Vestfjord zum Laichen zieht. Ein Großteil der in der Region gefangenen Fische wird im Fischereihafen von Glea, einer kleinen südwestlich an Røstlandet angrenzenden Insel, angelandet und dort, sowie auf den benachbarten Inseln Kalvøya, Tjuvøya und Røstlandet überwiegend zu Stockfisch verarbeitet. So findet man auch im Südwesten Røstlandets und den dort angrenzenden kleinen Inseln zahlreiche Trockengestelle, an denen der Fisch für mehrere Monate zum Trocknen aufgehängt wird. Heute spielt auch zunehmend der Tourismus als Wirtschaftsfaktor eine Rolle.

## Ortschaft Røstlandet
Auf der Insel liegt die gleichnamige Ortschaft Røstlandet, welche auch das Verwaltungszentrum der Gemeinde Røst ist. Bis 2021 hatte die Ortschaft noch den Status eines Tettsted, diesen 2022 jedoch wegen weiter zurückgehender Einwohnerzahlen verloren. Die Siedlung erstreckt sich überwiegend über den südöstlichen und östlichen Teil der Insel und hat eine Fläche von 0,6 km².

## Verkehr

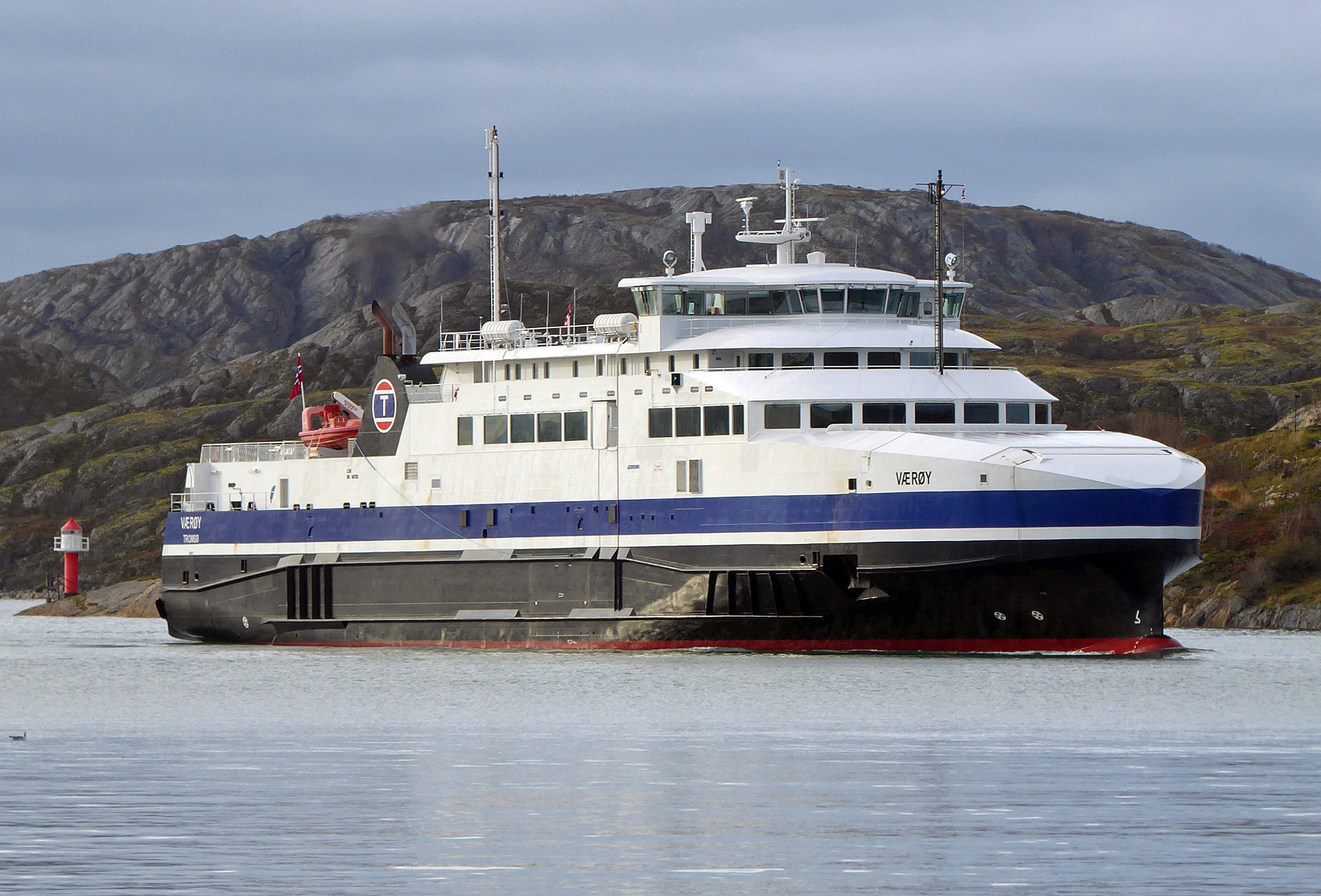
Fähre Værøy

Im Nordwesten der Insel liegt der Flughafen von Røst, den die Fluggesellschaft Widerøe von Bodø und Svolvær aus anfliegt. Ganz im Südwesten der Insel, genaugenommen auf der vorgelagerten Insel Tjuvøya, die mittels einer Straßenverbindung mit Røstlandet fest verbunden ist, liegt der Hafen mit einem Fähranleger. Dieser wurde 2008 in Betrieb genommen. Zuvor befand sich ein Fähranleger auf der kleinen gegenüberliegenden Insel Glea, welche ebenfalls eine feste Straßenverbindung mit Røstlandet hat. Vom Hafen aus besteht mit der Fähre Værøy der Reederei Torghatten Nord eine regelmäßige Verbindung nach Værøy, Sørvågen in Moskenes und nach Bodø – während des Sommers nahezu täglich, mit dem Winterfahrplan nur einmal pro Woche. Die Straßeninfrastruktur auf der Insel ist wegen ihrer geringen Größe überschaubar, doch immerhin verfügt sie über drei Fylkesveier:
- Fv781 – etwa 4 km lang, vom Hafen auf der Insel Tjuvøya im Südwesten über eine Brücke auf die Insel Kalvøya und weiter nach Røstlandet führend, bis an deren anderes Ende im Nordosten
- Fv783 – etwa 1,5 km lang, vom Fv781 auf der Insel Kalvøya abzweigend, über eine Brücke nach Røstlandet in den Westen der Insel führend bis zur kleinen Insel Grimsøya
- Fv784 – etwa 1,3 km lang, bei der Kirche von Røst vom Fv781 abzweigend bis zum Flughafen

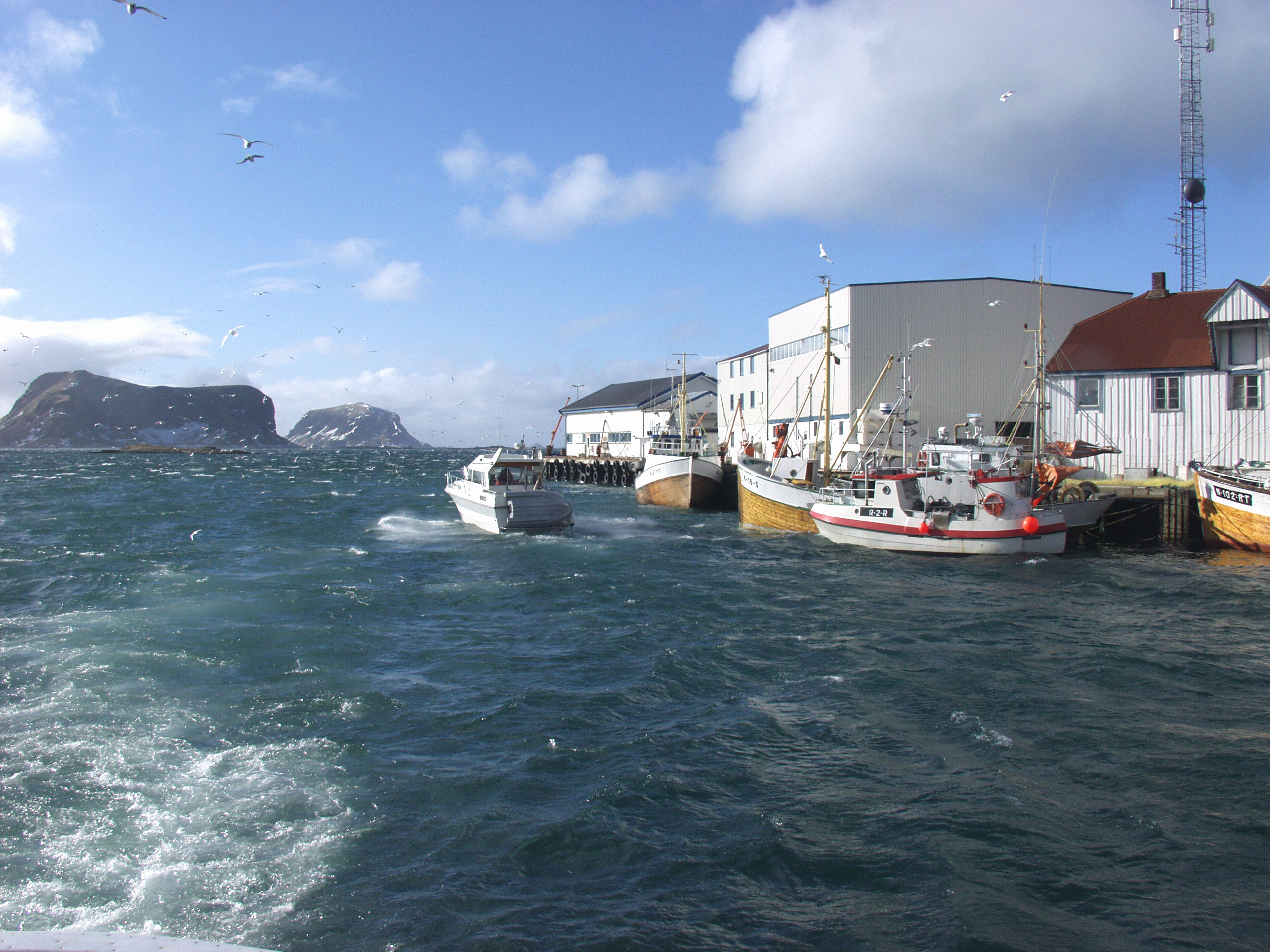
Blick aus dem Hafen auf die südwestlich gelegenen Inseln Vedøya und Storfjellet
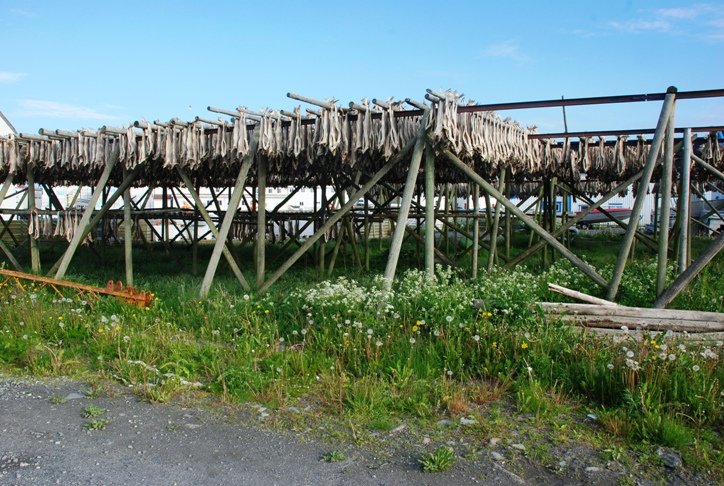
Stockfisch auf Røstlandet
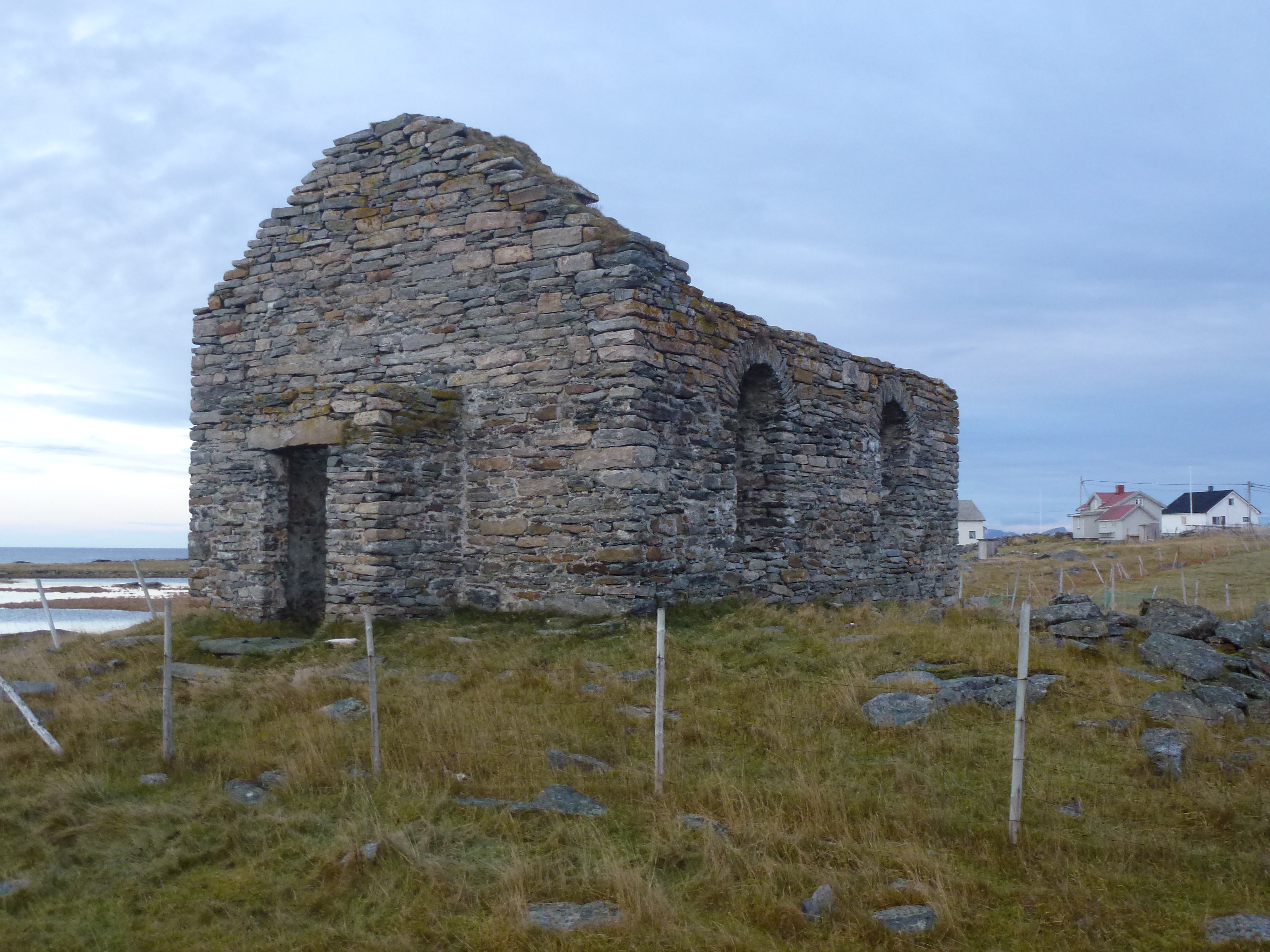
Reste der alten Steinkirche aus dem Jahr 1839
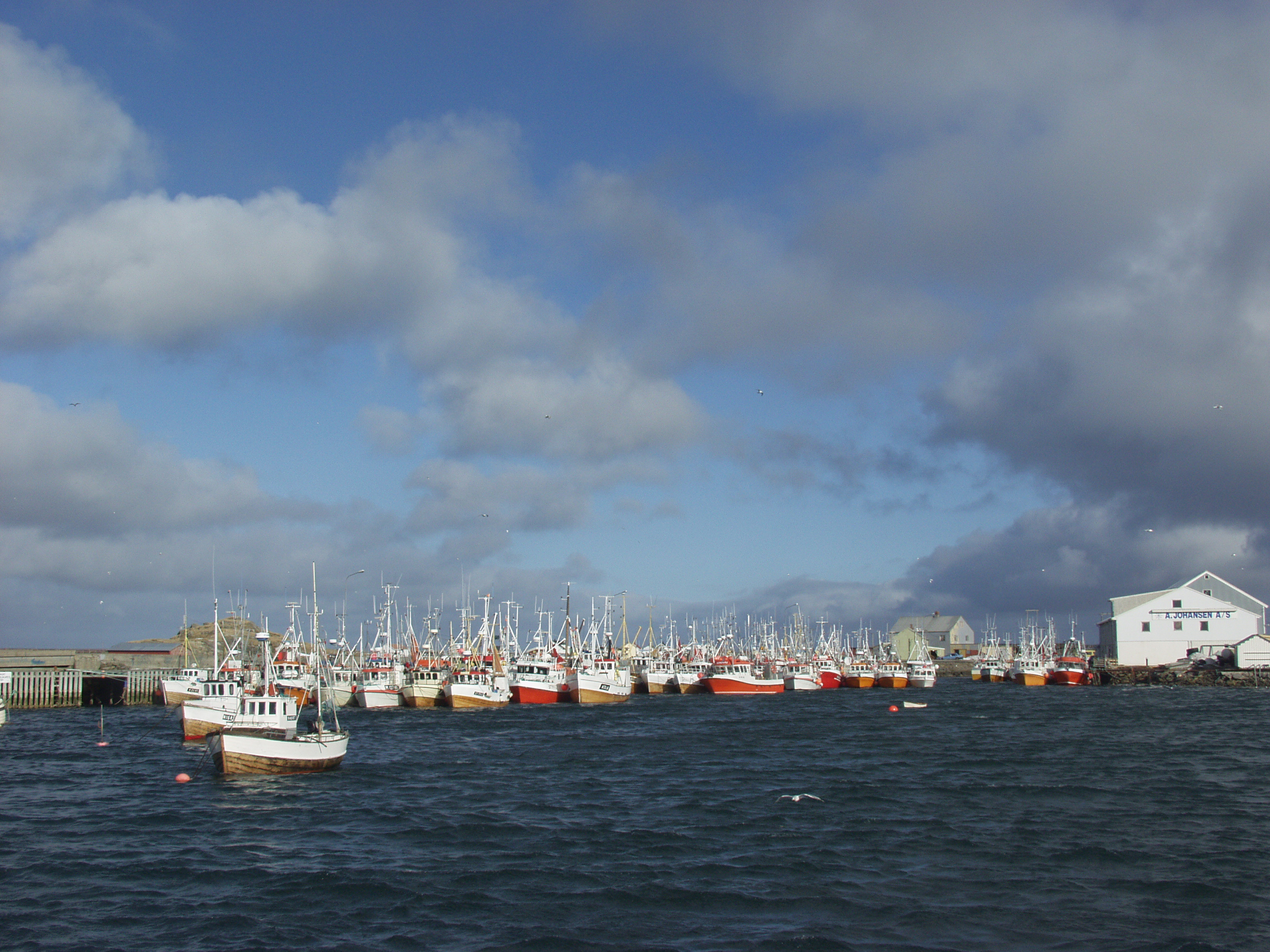
Unzählige Fischerboote im Hafen während der Hauptfangsaison im Februar – März